# 国明村
国明村（こくみょうむら）は、かつて新潟県中頸城郡にあった村。

## 沿革
- 1889年（明治22年）4月1日 - 町村制の施行により、中頸城郡上百々村、月岡村、国賀村及び栗原村の区域をもって、中頸城郡国明村が発足する。
- 1901年（明治34年）11月1日 - 中頸城郡下板倉村、大和村、大倉村及び国明村が合併して、中頸城郡和田村が発足する。
- 1954年（昭和29年）11月1日 - 中頸城郡新井町、矢代村、斐太村、鳥坂村、水上村、泉村、上郷村、平丸村及び中頸城郡和田村の区域のうち、旧国明村の区域にあたる大字栗原、月岡及び国賀並びに大字柳井田の区域が合併して、新井市が発足する。
- 1955年（昭和30年）2月1日 - 中頸城郡和田村の区域が分割して、旧国明村の区域にあたる大字上百々の区域は新井市に編入する。